# II. Abbász egyiptomi alkirály
II. Abbász Hilmi (arab írással عباس حلمي باشا, tudományos átiratban ʿAbbās Ḥilmī bāšā; Egyiptom, Alexandria, 1874. július 14. – Svájc, Genf, 1944. december 19.) a Muhammad Ali-dinasztia tagja, Muhammad Taufík Pasa fia, Egyiptom alkirálya (khedive címmel) 1892-től 1914-ig. Apja korai halála után került trónra. Uralma idején országa brit megszállás alatt állt, amit ellenzett, így számos alkalommal konfliktusba került a gyarmatosítókkal. Ennek következtében az első világháború kitörését követően megfosztották trónjától, és élete hátralévő részét európai száműzetésben élte le.

## Származása, családja
Muhammad Taufík Pasa (1852–1892) és egyetlen felesége, Amína Nágija hercegnő (1858–1931) elsőszülött gyermeke volt, rajta kívül a párnak négy gyermeke született. Öccse, Muhammad Ali Pasa (1875–1955) altábornagy, uralkodása alatt reprezentatív és diplomáciai feladatokat látott el, később régens lett.
Abbász Hilmi első felesége anyja egy hajdani rabszolganője, a cserkesz származású Ikbál Hánum (1876–1941) lett, akit első gyermekük születését követően vett feleségül, 1895. február 19-én. 1900-ban elváltak. Tőle hat gyermeke született:
- Amína (1895–1954) hercegnő
- Atijjat Alláh (1896–1971) hercegnő
- Fathijja (1897–1923) hercegnő
- Muhammad Abd al-Munim (1899–1979) herceg, régens
- Lutfijja Savkat (1900–1975 k.) hercegnő
- Muhammad Abd al-Kádir (1902–1919) herceg

Külföldi tanulmányai alatt ismerkedett össze Török Marianna (1877–1968) kisasszonnyal, a magyar ditrói Puskás Tivadar mérnök és az osztrák Sophie Vetter von der Lilie grófnő (1851–1912) lányát, aki törvénytelenül született miközben az anyja még házasságban volt gróf szendrői Török József (1847–1909), Ung vármegye főispánnal; Mariannát (May-t) ezért a "Török" vezetéknévvel anyakönyvezték holott nem a vér szerinti atyja volt a magyar gróf. Puskás Tivadar és Sophie Vetter von der Lilie grófnő 1882 márciusában polgári házasságot kötöttek Londonban. Abbász és Török Marianna (May) 1900-ban, titokban házasodtak össze. A grófnő ekkor áttért az iszlámra és felvette a Zubajda bint Abdalláh nevet. Házasságukat 1910-ben nyilvánossá tették, ekkortól az asszony a Dzsávídán Hánum tiszteleti nevet viselte. 1913-ban elváltak, gyermekük nem született.

## Útja a trónig
Az alexandriai palotában született Abbász Hilmi herceg tanulmányait Egyiptomban kezdte, az elit számára fenntartott iskolákban, majd a bécsi Theresianum hallgatója lett. Apja korai halálakor, 1892. január 7-én örökölte meg a névlegesen Oszmán Birodalom részét képező, a gyakorlatban attól független, ám brit megszállás alatt álló Egyiptomi Alkirályságot. A trónt március 26-án foglalta el.

## Uralkodása
A tizenhét évesen trónra jutó Abbásznak számos megaláztatást kellett elszenvednie a briteket képviselő főmegbízottól, Lord Cromertől, aki éreztette vele, hogy a valós hatalom a megszállók kezében van. Ebből fakadóan uralkodóként többször került összetűzésbe a nyugati hatalom képviselőivel, és mindvégig ellenségesen viszonyult hozzájuk. 1893 júniusában például három nap múltán le kellett váltania a britek számára nemkívánatos miniszterelnököt, az általa kinevezett Huszajn Fahri Pasát. 1894 januárjában az uralkodó megszemlélte a Lord Kitchener parancsnoksága alatt álló, a szudáni mahdisták ellen küzdő egységeket, és kritikával illette a brit hadvezetést, mire Lord Kitchener benyújtotta a lemondását. Válaszul Lord Cromer főmegbízott kötelezte a miniszterelnököt, Musztafa Rijád Pasát és II. Abbászt, hogy a hivatalos lapban nyilatkozzanak elismerően a katonaság és a parancsnok teljesítményéről. A megaláztatás miatt Rijád le is mondott. Az új miniszterelnök, Núbár Pasa túlzott britbarátsága miatt került konfliktusba az uralkodóval, aki rövidesen le is váltotta.
Ezután viszont a stabilitás időszaka köszöntött az országra: Musztafa Fahmi Pasa 1895–1908 között miniszterelnökként tevékenykedhetett, a britek irányította pénzügyek konszolidálódtak, a gazdaság pedig jelentősen fejlődött. Szudánt Lord Kitchener vezetésével 1896–1899 között sikerült visszafoglalnia az egyiptomi és brit erőknek a mahdistáktól, és a britek hozzájárultak, hogy a tartomány kondomíniumi státuszba kerüljön, azaz formálisan az alkirályi kormányzat is hatalmat gyakorolhatott felette.
A stabilitás éveinek a dinsaváji incidens vetett véget 1906-ban, amikor néhány vadászaton részt vevő brit tiszt összetűzésbe keveredett a helybéliekkel, és egyikük meghalt. Az esetet aránytalanul kemény megtorlás követte, ami nacionalista fellángoláshoz vezetett. A liberális londoni kormány engedékenyebb politikát kezdett szorgalmazni, Lord Cromert pedig Eldon Gorsttal váltották fel, akit megbíztak, hogy nagyobb beleszólást biztosítson a helyiek számára Egyiptom igazgatásában. Gorst, bár tett ilyen irányú lépéseket, összességében kudarcot vallott: hiába adott valós jogokat a törvényhozásnak, növelte az egyiptomiak részarányát az adminisztrációban és hozott létre tartományi önkormányzatokat, a nacionalista ellenállást nem tudta letörni, ráadásul reformjai túlzottan liberálisok voltak az abszolutizmusban hívő Abbász Hilmi számára. Gorst 1911-es lemondása után Lord Kitchener lett a brit adminisztráció vezetője, aki folytatta a liberális nyitás és a helyi rétegek megbékítésének politikáját.

## Bukása és utóélete

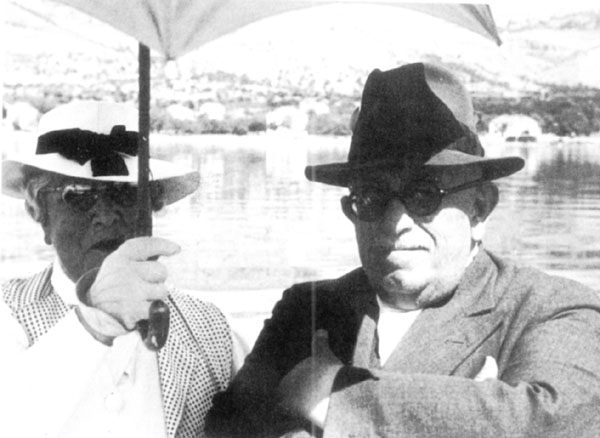
A száműzött Abbász Hilmi Nimat nevű nővére társaságában

1914-ben kitört az első világháború, amelybe november 6-án az Oszmán Birodalom is belépett a központi hatalmak oldalán. Abbász nyár óta Isztambulban tartózkodott, ahol egy július 25-én ellene elkövetett, sikertelen merénylet nyomán gyógykezelésen vett részt. A törökök hadba lépése napján az alkirály felszólította alattvalóit, hogy fogjanak fegyvert a brit megszállók ellen. A londoni kormányzat válaszul még aznap ostromállapotot hirdetett Kairóban, majd vitákat követően december 18-án protektorátusukká nyilvánították Egyiptomot, amit egyúttal el is szakítottak az Oszmán Birodalomtól. Másnap Abbász Hilmit megfosztották trónjától, és helyére szultáni címmel egyik nagybátyját, Huszajn Kámilt ültették.
Az utolsó alkirály sosem térhetett haza: a háborúban nem vállalt aktív szerepet. Előbb Isztambulban, majd Bécsben lakott, végül Svájcba költözött. Trónfosztását hivatalosan 1922-ben mondták ki, amikor Egyiptom névlegesen független királysággá vált másik nagybátyja, I. Fuád alatt. Vagyonát elkobozták, és kitiltották Egyiptomból. Ő maga 1931 májusában lemondott a trónigényéről. Svájcban, Genfben halt meg, az apja által építtetett kairói mauzóleumban helyezték örök nyugalomra. Idősebbik fia, Muhammad Abd al-Munim herceg később visszatért és a királyi család tagjaként régensi feladatokat látott el 1952–1953-ban.